# Villabuena de Álava
Villabuena de Álava (spanska) eller Eskuernaga (baskiska), officiellt Villabuena de Álava/Eskuernaga, är en kommun i Spanien. Den ligger i Álavaprovinsen i södra delen av den autonoma regionen Baskien i norra delen av landet, 250 km norr om huvudstaden Madrid. Antalet invånare är 290 (2024). Arean är 8,48 kvadratkilometer.